# فرنسيس بويل
فرنسيس بويل (بالإنجليزية: Francis Boyle)‏ (25 مارس 1950 – 30 يناير 2025) هو محامي أمريكي، ولد في 25 مارس 1950.